# Kłębanowice (powiat legnicki)
Kłębanowice (niem. Klemmerwitz) – wieś w Polsce położona w województwie dolnośląskim, w powiecie legnickim, w gminie Legnickie Pole.
W latach 1975–1998 miejscowość należała administracyjnie do województwa legnickiego. 
W 2013 we wsi zamieszkiwało 141 osób. W miejscowości funkcjonuje klub piłkarski "Zryw Kłębanowice".

## Nazwa
Według niemieckiego językoznawcy Heinricha Adamy’ego nazwa pochodzi od polskiej nazwy "chleba". Jako wcześniejszą od niemieckiej nazwę miejscowości w swoim dziele o nazwach miejscowych na Śląsku wydanym w 1888 roku we Wrocławiu wymienia on staropolską formę Clebanowicz podając jej znaczenie "Brotkammer" czyli w tłumaczeniu "Izba chleba". Nazwa została później przez Niemców fonetycznie zgermanizowana na Klemmerwitz w wyniku czego utraciła swoje pierwotne znaczenie. 
Podobny wywód nazwy w swojej pracy o śląskim nazewnictwie z 1896 roku wydanej w Bytomiu prezentuje śląski pisarz Konstanty Damrot. Wymienia on dwie nazwy polską "Chlebanowice" oraz niemiecką "Klemmerwitz" cytując również nazwy pod jakimi miejscowość została zanotowana w łacińskich dokumentach z 1245 Clembonovici, z 1265 Clebanowiz oraz z 1335 Clebanowicz.
Po II wojnie światowej polska administracja spolonizowała zgermanizowaną nazwę Klemmerwitz na Kłębanowice w wyniku czego obecna nazwa nie ma już związku z pierwszym znaczeniem.
W kronice łacińskiej Liber fundationis episcopatus Vratislaviensis (pol. Księga uposażeń biskupstwa wrocławskiego) spisanej za czasów biskupa Henryka z Wierzbna w latach 1295–1305 miejscowość wymieniona jest w zlatynizowanej formie Clebanowitz.

## Zabytki
Do wojewódzkiego rejestru zabytków wpisane są:
- kościół fil. pw. św. Jadwigi, murowano-drewniany, z XV w., przebudowany w XVIII w., w centrum wsi;
- cmentarz przykościelny; przy murze kościelnym postawiony stary kamienny krzyż nieznanego wieku ani przeznaczenia. Krzyż określany jest często jako tzw. krzyż pokutny co nie ma podstaw w żadnych  dowodach ani badaniach, a jest oparte jedynie na nieuprawnionym założeniu, że wszystkie stare kamienne krzyże monolitowe, o których nic nie wiadomo, zwłaszcza te z rytami broni,  są krzyżami pokutnymi[10], chociaż w  rzeczywistości powód fundacji takiego krzyża może być różnoraki, tak jak każdego innego krzyża. Niestety hipoteza ta stała się na tyle popularna, że zaczęła być odbierana jako fakt i pojawiać się w lokalnych opracowaniach, informatorach czy przewodnikach jako faktyczna informacja, bez uprzedzenia, że jest to co najwyżej luźny domysł bez żadnych bezpośrednich dowodów.

Inne zabytki:
- zabytkowa figura św. Krzysztofa.